# Johann Gottlieb von Langen
Johann Gottlieb Langen, seit 1907 von Langen (* 25. Oktober 1858 in Köln; † 20. März 1940 auf Burg Zieverich) war ein deutscher Unternehmer.

## Leben
Johann Gottlieb von Langen war der älteste Sohn von Eugen Langen aus dessen erster Ehe mit Henriette Langen geb. Thurneysen. Er besuchte das Gymnasium und die Provinzial-Gewerbeschule in Köln. Anschließend studierte an der Rheinischen Friedrich-Wilhelms-Universität Bonn. 1879 wurde er Mitglied des Corps Hansea Bonn. Nach dem Studium sammelte er berufliche Erfahrungen in in- und ausländischen Zuckerfabriken, davon ein Jahr in den Vereinigten Staaten. Am 2. Oktober 1884 heiratete er Ida Maria Adele Wilhelmina, genannt Minna vom Rath, die aus der Kölner Bankiersfamilie vom Rath stammte. Im Jahr 1886 wurde er Teilhaber des Unternehmens Pfeifer & Langen und 1926 nach dessen Umwandlung in eine Aktiengesellschaft Vorsitzender des Aufsichtsrats. Er war außerdem stellvertretender Vorsitzender des Aufsichtsrats beim Rheinischen Aktienverein für Zuckerfabrikation. 1920 verkaufte er das 1882–1886 im Auftrag seines Vaters nach einem Entwurf des Kölner Architekten Hermann Otto Pflaume errichtete Palais von Langen in Köln, Von-Werth-Straße 14, an Robert Gerling, der es für den Gerling-Konzern zu Bürozwecken umbauen ließ.
Obgleich seine wirtschaftliche Haupttätigkeit der deutschen Zuckerindustrie gewidmet war, gehörte von Langen den Aufsichtsgremien zahlreicher Geschäftsbanken, Versicherungen und Industrieunternehmen anderer Branchen an. Er war Aufsichtsratsvorsitzender des A. Schaaffhausen’schen Bankvereins und später Aufsichtsratsmitglied der Deutsche Bank und Disconto-Gesellschaft AG. Er war stellvertretender Aufsichtsratsvorsitzender der Rheinisch-Westfälische Boden-Credit-Bank AG, der „Colonia“ Kölnische Feuer- und Unfallversicherungs-AG, der Rückversicherungs-AG „Colonia“, der Kölnischen Hagelversicherungs-Gesellschaft, der Rheinisch-Westfälischen Revisions-Treuhand AG und der Humboldt-Deutz-Motoren AG. Des Weiteren gehörte er den Aufsichtsräten der Phoenix AG für Bergbau und Hüttenbetrieb, des Köln-Neuessener Bergwerksvereins, der Mannesmannröhren-Werke AG, der Vereinigte Stahlwerke van der Zypen und Wissener Eisenhütten AG, der Motorenfabrik Oberursel AG, der Continentalen Gesellschaft für elektrische Unternehmungen, der Elektricitäts-AG vorm. Schuckert & Co., der Deutsch-Atlantischen Telegraphengesellschaft, der Schlesisch-Kölnische Lebensversicherungsbank AG, der Deutsch-Ostafrikanischen Gesellschaft, der Kölner Tattersall AG und der Verband deutscher Zuckerraffinerien GmbH an.
Von Langen gehörte dem Direktorium des Vereins der Deutschen Zucker-Industrie und der Industrie- und Handelskammer zu Köln an. Er war Mitglied des Vorstands im Verein der Industriellen des Regierungsbezirks Köln, des Ausschusses des Deutschen Museums, des Verwaltungsrats des Kölner Heilstättenvereins und Vizepräsident des Kölner Renn-Vereins.
Johann Gottlieb Langen war Rittmeister der Landwehr-Kavallerie.

## Ehrungen
- 1907: Nobilitierung (Preußen)[2]
- preußischer Roter Adlerorden
- preußischer Kronen-Orden II. Klasse
- 1928: Ehrenmitgliedschaft des Vereins der Deutschen Zuckerindustrie, Abteilung der Raffinerien
- Ehrenmitgliedschaft des Corps Hansea Bonn